# Джулі Мехрету
Джулі Мехрету (англ. Julie Mehretu; нар. 1970, Аддіс-Абеба, Ефіопія) — сучасна американська художниця ефіопського походження, яка живе і працює в Нью-Йорку.

## Походження та навчання
Мехрету народилася в Аддис-Абебі, Ефіопія, у 1970 році. Вона — перша дитина в родині професора географії Ефіопського коледжу та вчительки педагогічної системи Монтессорі єврейського походження. Вони втекли з країни в 1977 році, щоб уникнути політичних потрясінь, і переїхали до Іст-Ленсінга, штат Мічиган, де батька обійняв посаду викладача з економічної географії в Університеті штату Мічиган.  Закінчивши середню школу в Іст-Лансінзі Мехрету отримала диплом за освітнім ступенем бакалавра мистецтв у Каламазу-коледжі в місті Каламазу штату Мічиган, і навчалася за кордоном в Університеті Шейха Анта Діопа (UCAD) у Дакарі в Сенегалі, а потім відвідувала Род-Айлендську школу дизайну в Провіденсі штату Род-Айленд, де здобула освітній ступінь магістра з образотворчого мистецтва в 1997 році

## Особисте життя
Мехрету живе у двоповерховому будинку в Гарлемі. Вона відкрита лесбійка. Одружилася на художниці Джесіці Ранкін у 2008 році, з нею має двох дітей, Кейд Еліас (нар. 2005) та Хайле (нар. 2011); її свекруха — австралійська письменниця та поетеса Лілі Бретт. Пара розлучилася у 2014 році.

## Творчість
- Джулі Мерхет відома завдяки насиченим картинам великого формату. Наприклад, Retopistics: A Renegade Excavation (2001) має розмір 2,59×5,49 м. На роботах Мерхету шари акрилової фарби перетинаються лініями, зробленими маркерами, олівцями та тушшю. Її творчість викликають цілу низку аналогій — від динамізму італійських футуристів та геометричної абстракції до абстрактних експресіоністів.
- Її найбільшим настінним розписом є картина розміром 24 на 7 метрів у головному вестибюлі хмарочоса 200 West Street у Нью-Йорку. За цю роботу вона отримала п'ять мільйонів доларів.
- Відправною точкою для Мерхет є архітектура та сучасне місто з прискореним темпом життя і густонаселеними вулицями. На її полотнах перетинаються і нашаровуються нариси архітектурних елементів, таких як колони, фасади, портики, а також плани будівель та карти міст. Завдяки какофонії та динаміці її роботи передають швидкість сучасного міста, яке при цьому зображено такими «застарілими» традиційними матеріалами, як олівець та фарба.
- Мерхету брала участь у великій кількості міжнародних групових виставок, включаючи 8-а Балтійська трієнале у Вільнюсі, Литва (2002), Музей сучасного мистецтва (Нью-Йорк) (2002), Стамбульську бієнале (2003), Бієнале Вітні (2004), Бієнале Сан Пауло (2004), Бієнале Сіднея (2006). Роботи Мехрету також були включені до виставки «На хвалу сумнівам» у Палаццо Грассі у Венеції влітку 2011 року, а також до dOCUMENTA (13) у Касселі у 2012 році. У 2014 році вона брала участь у виставі «Божественна комедія. Рай, Чистилище та пекло, знову відвідані сучасними африканськими художниками», куратор Саймон Нджамі.

### Персональні виставки
- 2014 «Божественна комедія. Рай, Чистилище та пекло, знову відвідані сучасними африканськими художниками»
- 2011 «На хвалу сумнівам», Палаццо Грассі, Венеція, Італія
- 2009 Julie Mehretu: Grey Area, Deutsche Guggenheim, Берлін
- 2008 City Sitings, Williams College Art Gallery, Вільямстаун
- 2008 City Sitings, North Carolina Museum of Art, Ралей
- 2007 Black City, Kunstverein Hanover, Ганновер
- 2007 Black City, Louisiana Museum, Хумлебек, Данія
- 2007 City Sitings, Інститут мистецтв Детройту, Детройт
- 2006 Black City, Музей сучасного мистецтва Кастилія-Леон, Леон, Іспанія
- 2006 Heavy Weather, Crown Point Press, Сан-Франциско
- 2006 Heavy Weather, The Print Center, Філадельфія
- 2005 Drawings, Projectile Gallery, Нью-Йорк
- 2005 Currents 95: Джулі Мерету, Художній музей Сент-Луїса, Сент-Луїс
- 2004 carlier | gebauer, Берлін
- 2004 MATRIX 211, Manifestation, Університет Каліфорнії, Художній музей Берклі та Тихоокеанський кіноархів, Берклі
- 2003 Drawing into Painting, Walker Art Center, Міннеаполіс ; REDCAT, Лос-Анджелес та Albright-Knox Art Gallery, Буффало
- 2002 White Cube, Лондон[18]
- 2001 Painting at the Edge of the World, Центр мистецтв Вокера, Міннеаполіс, Міннесота, США
- 2001 The Project, Нью-Йорк
- 2001 Art Pace, Сан-Антоніо
- 1999 Module, Project Row Houses, Х'юстон
- 1998 Barbara Davis Gallery, Х'юстон
- 1996 Paintings, Sol Koffler Gallery, Школа дизайну Род-Айленда
- 1995 Ancestral Reflections, Archive Gallery, Нью-Йорк; Hampshire College Gallery, Массачусетс

## Громадська діяльність
Член комітету художників неприбуткової організації «Американці за мистецтво».

## Гранти
| - 2007 Стипендія Американської Академії у Берліні - 2006 Школа дизайну Род-Айленда Alumni Council Artistic Achievement Award, Род-Айленд - 2005 MacArthur Fellow - 2005 American Art Award, Музей мистецтв Уїтні, Нью-Йорк - 2005 Distinguished Alumni Achievement Award, Kalamazoo College, Каламазу - 2003 Artist-in-Residency, Walker Art Center, Міннеаполіс - 2003 Artist-in-Residency, Headlands Center for the Arts, Саусаліто, Каліфорнія | - 2003 Грант Фонду Джоан Мітчелл - 2002 Грант Фонду Пенні Маккол - 2001 Грант Фонду Луїса Комфорту Тіффані - 2001 Програма AIR, Studio Museum in Harlem, Нью-Йорк - 2001 Pat Hearn Inaugural Award - 2001 Artists-in-Residence, Studio Museum in Harlem, Нью-Йорк - 1997-98 CORE Program, Glassell School of Art, Museum of Fine Arts, Houston - 1995-97 Школа дизайну Род-Айленда, Presidential Scholar Fall Tuition Award |

## Публічні колекції
- Kupferstichkabinett, Берлін
- The Studio Museum in Harlem, Нью-Йорк
- Музей сучасного мистецтва, Нью-Йорк

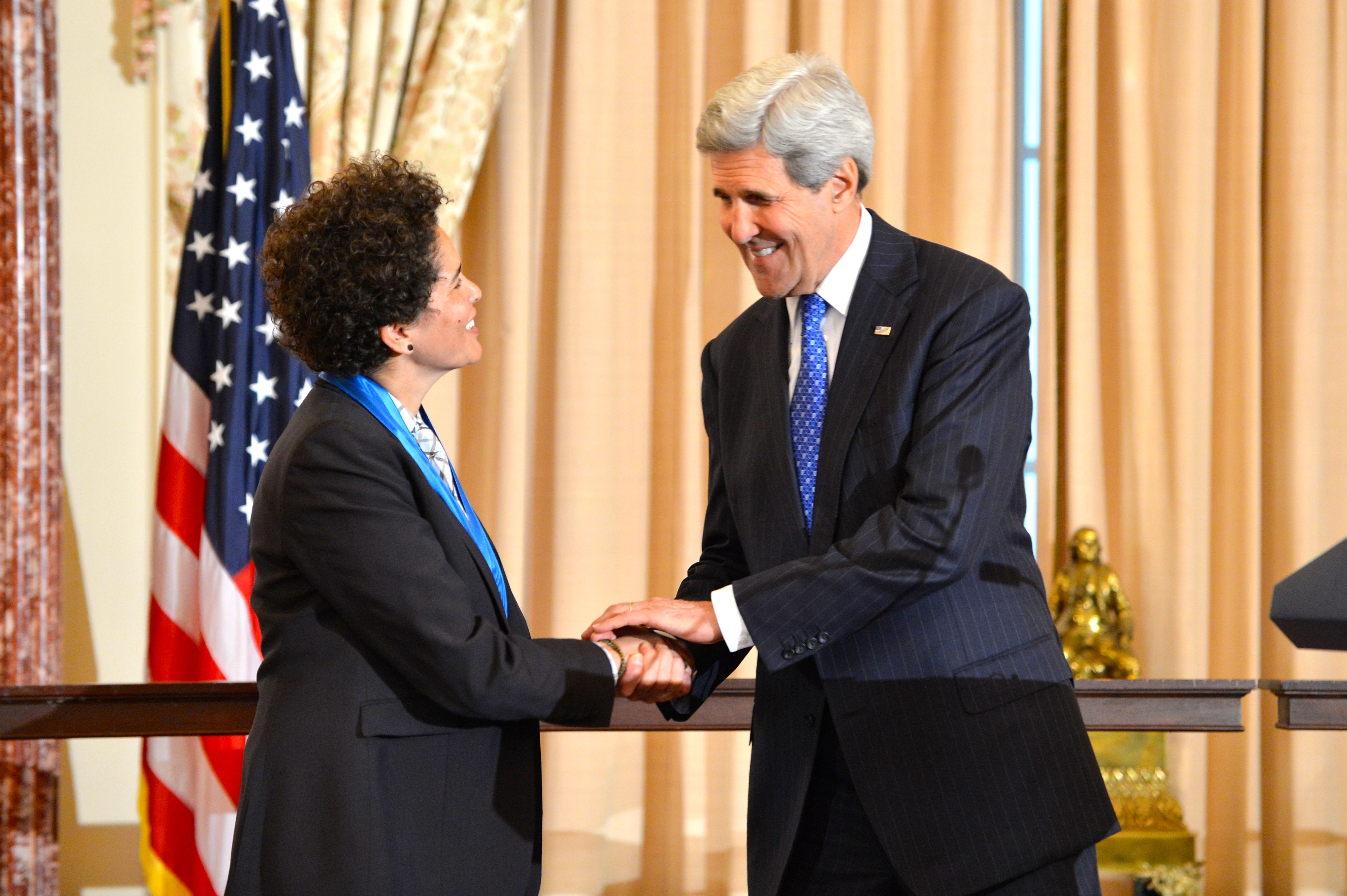
У 2015 році Джулі Мехрету отримала Медаль мистецтв Державного департаменту США

- Музей сучасного мистецтва, Сан-Франциско

## Визнання
У 2000 році Мехрету отримала грант від Фонду грантів сучасного мистецтва для художників. Вона була лауреатом премії Пенні Макколл 2001 року. 20 вересня 2005 року її назвали одним із отримувачів стипендії Мак-Артура 2005 року, яку часто називають «геніальним грантом».
У 2013 році Мехрету була нагороджена премією Барнетта та Анналі Ньюман, а у 2015 Мехрету отримала медаль Держдепартаменту США за вкладу у мистецтво з рук держсекретаря Джона Керрі.
У 2020 році журнал Тайм включив Мехрету до списку 100 найвпливовіших людей року.